# Pavel Chillingovski
Pavel Aleksandrovitch Chillingovski (russe : Па́вел Алекса́ндрович Шиллинго́вский), né le 28 février 1881 (12 mars dans le calendrier grégorien) à Chișinău, dans le gouvernement de Bessarabie, alors dans l'Empire russe, mort le 5 avril 1942, à Leningrad, est un graveur, peintre et professeur d'art soviétique. Il a enseigné à l'Académie.

## Biographie
Pavel Chillingovski étudie de 1895 à 1900 à l'École d'art Grekov (ru) à Odessa, auprès de Kyriak Kostandi, de Guennadi Ladyjenski (ru) et d'Aleksandr Popov (ru), puis de 1901 à 1914 à Saint-Pétersbourg, à l'Académie impériale des beaux-arts, auprès de Dmitri Kardovski, et de 1912 à 1914 dans l'atelier de Vassili Mate.
Il se consacre à l'eau-forte puis passe à la xylographie, représentant des paysages et des portraits. Son style, personnel et innovant, est inspiré par les gravures classiques qu'il a étudiées, notamment celles d'Albrecht Dürer,. Il est également peintre et lithographe.
Il enseigne à l'Institut de peinture, de sculpture et d'architecture Ilia Répine et dans d'autres écoles de Leningrad, dont l'Institut supérieur artistique et technique de Leningrad (ru) et les facultés de polygraphisme et de graphisme.
Il est de 1935 à 1937 directeur de l'Institut de peinture, de sculpture et d'architecture.
De 1936 à 1941, il est professeur à l'atelier graphique.
Il meurt de faim le 5 avril 1942 pendant le siège de Léningrad.

## Œuvre
Il grave et publie en 1913 une série d'eaux-fortes appelée Bessarabie («Бессарабия»). En 1923 il publie un album de xylographie, Peterbourg, ruines et résurgence («Петербург. Руины и возрождение»).
Pavel Chillingovski a gravé sur bois des portraits de Teodor Zalkaln, de Vladimir Lénine et de Karl Marx. Entre 1929 et 1936, il a travaillé aux illustrations de l'Odyssée d'Homère, parue en 1935 aux éditions Academia.
Son dernier cycle est Ville assiégée, («Осаждённый город») également de xylographies, gravées en 1941 et 1942 pendant le blocus de Leningrad.
Certaines de ses œuvres sont conservées dans le Musée d'État des arts Sourikov de Krasnoïarsk. Il a été exposé en Russie en 2004 et 2005.

Gravures sur bois
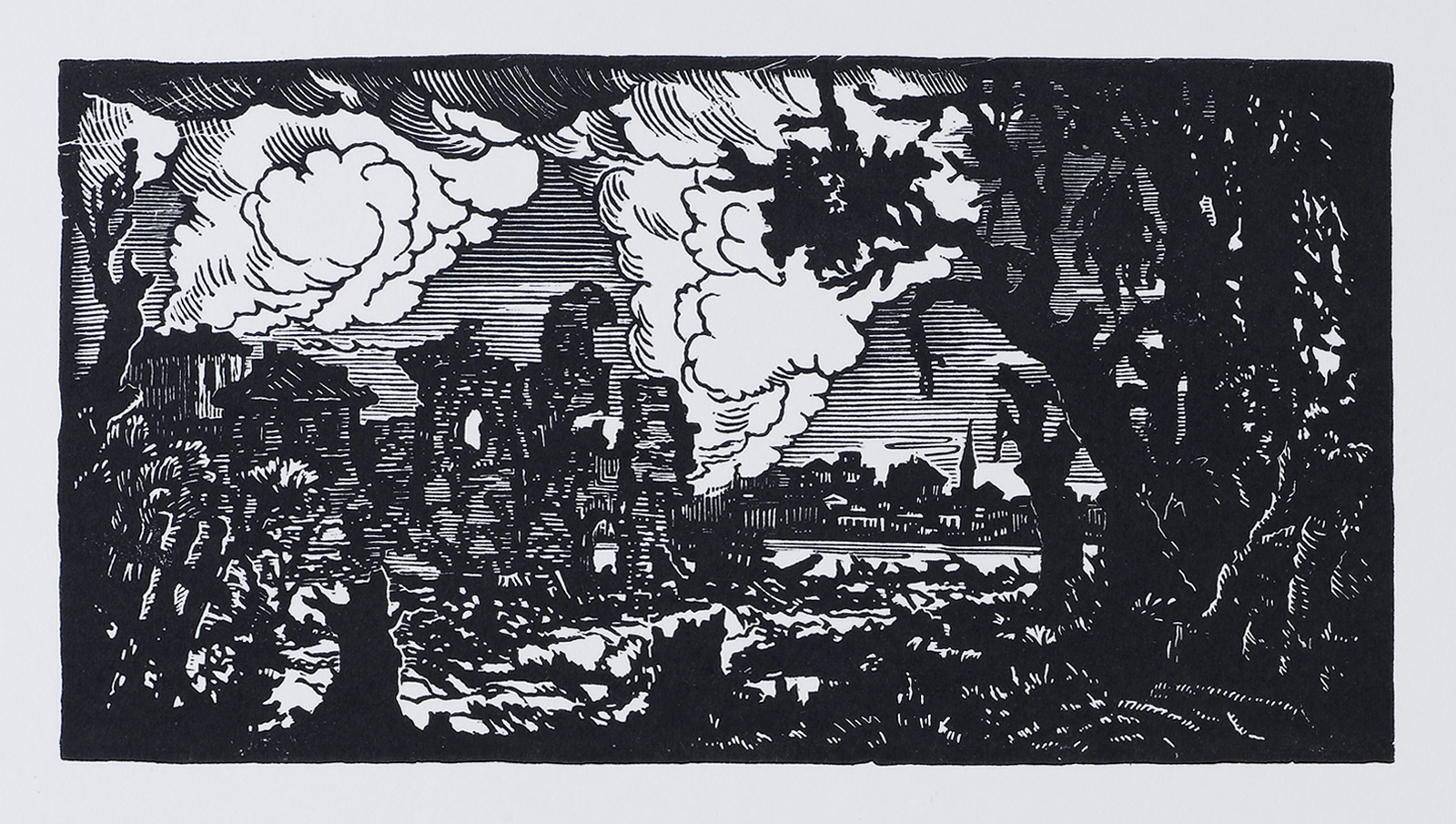
La ville assiégée (1941).
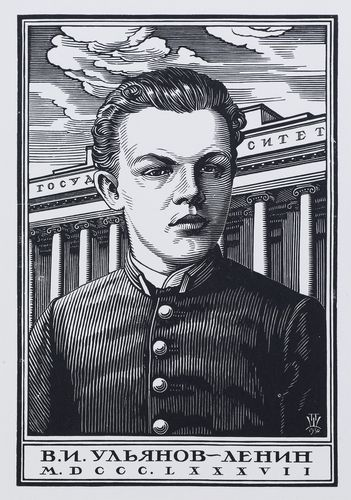
Lenine à la sortie du lycée (1930).
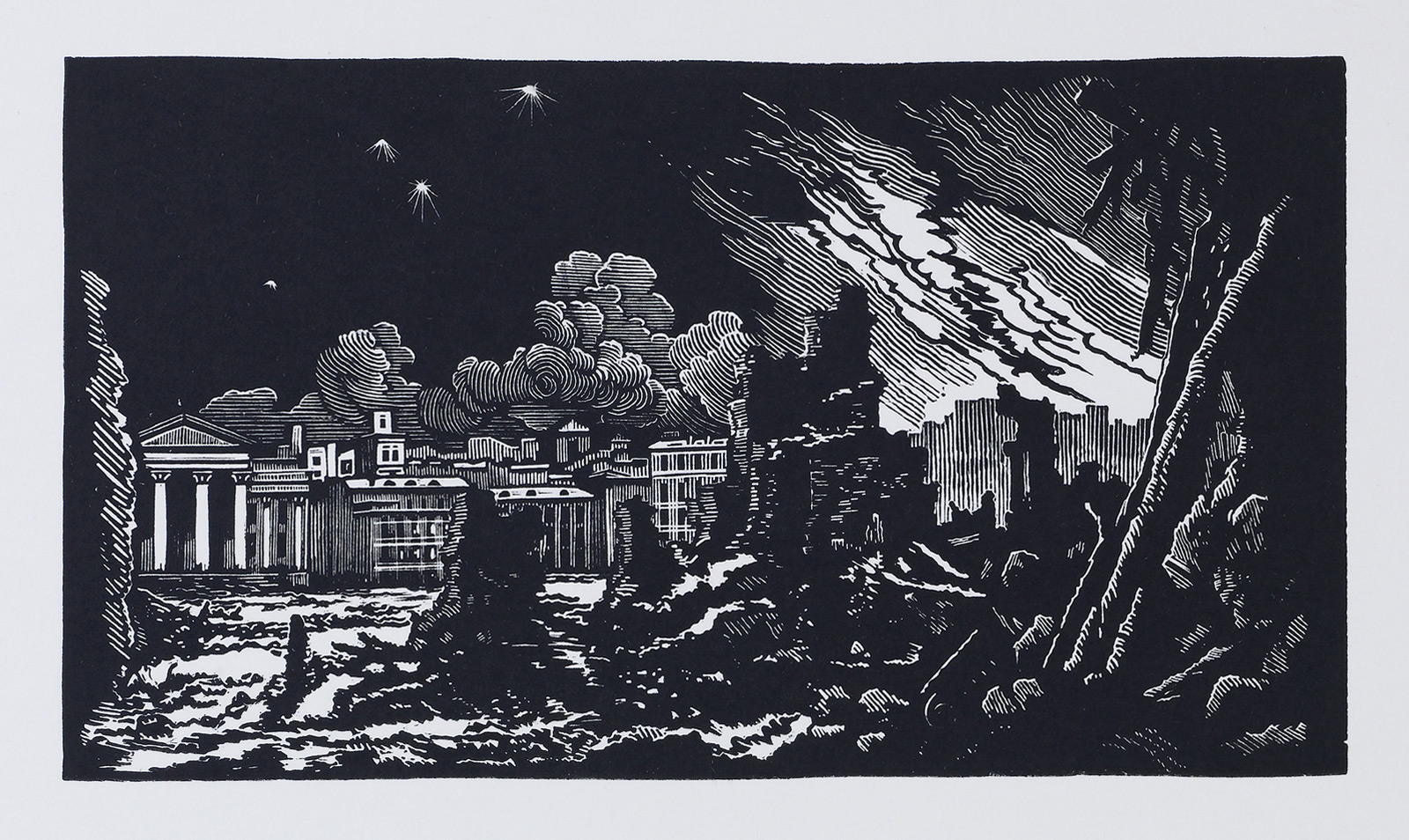
La ville assiégée (1941).

## Élèves

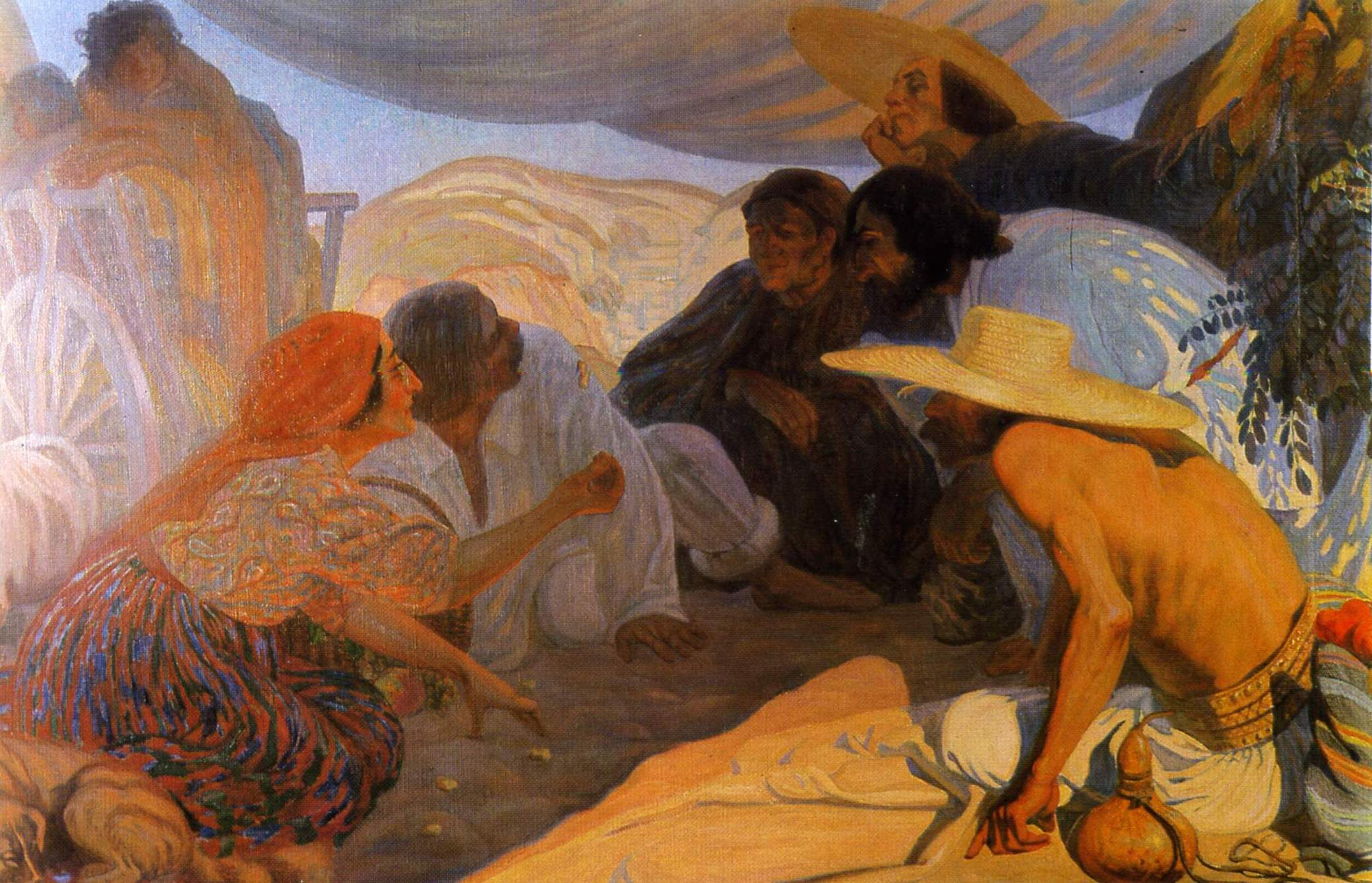
Bessarabie. Diseuse de bonne aventure Huile sur toile (1911).

- Piotr Krivonogov (ru) (1911-1967)
- Chaïa Melamoud (1911-1993)
- Sergueï Motchalov (1902-1957)
- Nicolaï Brimmer (uk) (1898-1929)